# Người Việt tại Đức
Người Việt tại Đức là nhóm người ngoại quốc gốc Á lớn nhất tại quốc gia này, theo Văn phòng Thống kê Liên bang có 87.214 người có quốc tịch Việt Nam đang sinh sống tại Đức tính đến cuối năm 2015 , trong số đó 22.469 người lãnh tiền trợ cấp thất nghiệp lâu năm hay tiền trợ cấp xã hội (2014).. Không được tính trong các con số đó là những người Việt đã nhập quốc tịch Đức. Giữa những năm 1981 và 2007, 41.499 người đã từ bỏ quốc tịch Việt Nam để lấy quốc tịch Đức.Thêm vào đó, khoảng 40.000 người di cư gốc Việt không chính thức cũng hiện đang sinh sống tại Đức, chủ yếu tại các bang ở miền Đông.

## Lịch sử di cư

### Tây Đức
Trước năm 1975 có khoảng 2000 sinh viên du học từ Việt Nam Cộng hòa cư ngụ tại Đức. Một số ở lại đây sau khi Sài Gòn thất thủ.
Từ năm 1975 đến 1978 chính phủ Tây Đức có nhận một số người Việt tỵ nạn nhưng rất ít, không quá 1000 người. Chính sách này chỉ nới lỏng vào cuối năm 1978 với vụ con tàu Hải Hồng. Tây Đức nhận định cư 208 gia đình, tổng cộng là 644 người trên tàu Hải Hồng được bay sang Hannover ngày 3 tháng 12 năm 1978, trong số không ai biết tiếng Đức. Dù vậy với sự giúp đỡ và trợ cấp của chính phủ Đức họ dần hội nhập vào kinh tế và xã hội tại Đức. Khác với những nhóm người nhập cư trước kia ở Đức, người Việt tỵ nạn biết rằng họ phải thành công trên đất nước mới vì không có lựa chọn nào khác khi đường về cố hương không còn nữa. Họ tham gia trong nhiều lĩnh vực kinh tế, nhất là ngành kim loại. 
Chính sách định cư thuyền nhân người Việt tỵ nạn của Đức thay đổi hẳn sau hội nghị của Liên Hiệp Quốc tại Genève về người tỵ nạn Đông Dương vào Tháng Bảy, 1979. Đức từ đó đón nhận hàng chục nghìn người. Chính phủ dùng hai trại Friedland và Göttingen làm trại tạm cư cho người Việt tỵ nạn. Tính đến giữa thập niên 1980 thì đã có khoảng 20.000 người Việt sinh sống tại Tây Đức.
Khi nước Đức thống nhất năm 1990 thì Tây Đức có khoảng 33.000 người di dân gốc Việt, chủ yếu là những thuyền nhân và thân nhân của họ được vào theo diện đoàn tụ gia đình.

### Đông Đức

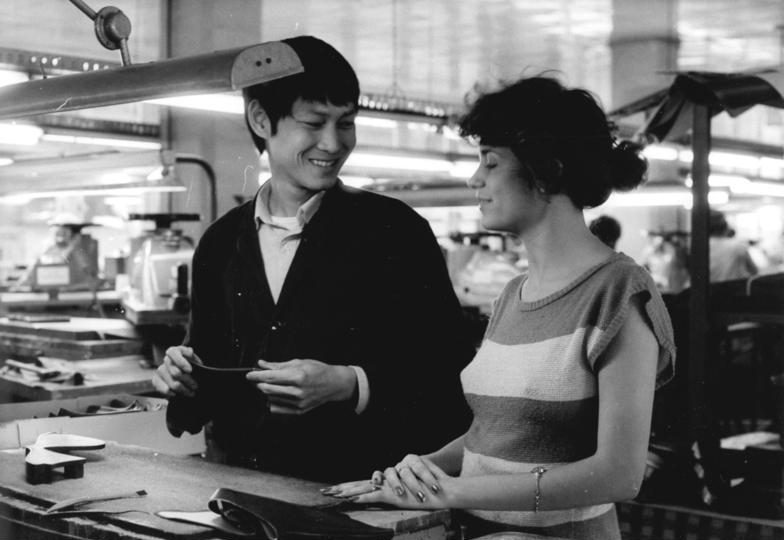
Thợ khách tại Erfurt, 1989

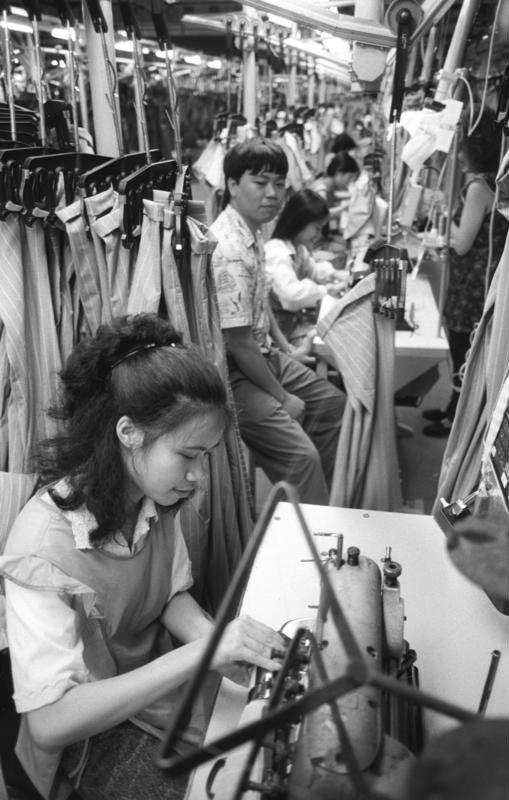
Thợ may Việt ở Rostock, 1990

#### Moritzburger
Moritzburger là tên gọi khoảng 350 người Việt tới Moritzburg và một trại khác ở Sachsen, DDR, bằng đường xe lửa kéo dài 3 tuần qua Bắc Kinh, Moskva, Warszawa vào năm 1955 theo thỏa thuận giữa Việt Nam Dân chủ Cộng hòa và Cộng hòa Dân chủ Đức. Chờ đợi chào đón là những trẻ mồ côi nhưng tới lại là con cái các cán bộ góp phần trong cuộc chiến tranh chống Pháp, tuổi từ 9 đến 15. Họ đã ở lại tới 1959. Khoảng 150 người Moritzburger sau đó lại sang DDR học nghề rồi học đại học.

#### Học tập và lao động
Đông Đức bắt đầu mời những sinh viên Bắc Việt để tham gia các chương trình học tập và đào tạo từ thập niên 1950; sự hợp tác được mở rộng năm 1973, khi họ hứa sẽ đào tạo 10.000 người nữa trong 10 năm tiếp theo. Năm 1980, Đông Đức ký hiệp định với nước Cộng hòa Xã hội Chủ nghĩa Việt Nam để các hãng Đông Đức đào tạo người Việt; giữa 1987 và 1989/ Chính phủ Đông Đức xem các chương trình đào tạo công nghiệp không những là một cách để tăng số người lao động trong ngành công nghiệp sở tại, mà còn là một hình thức viện trợ phát triển cho các thành viên nghèo trong khối xã hội chủ nghĩa. Đến giữa thập niên 1980, người Việt, cùng với người Mozambique, tạo thành những nhóm lao động ngoại quốc chính tại Cộng hòa Dân chủ Đức. Từ một dân số 2.482 trong năm 1980, số người Việt tại Đông Đức đã tăng đến 59.053 trong năm 1989, với số người vào lớn nhất trong năm 1987 và 1988. Họ chủ yếu tập trung trong các thành phố Karl-Marx-Stadt, Dresden, Erfurt, Đông Berlin và Leipzig. Theo hợp đồng, họ ở Đông Đức 5 năm, sau đó họ sẽ hồi hương.
Những người lao động khách Việt Nam nhận tiền lương khoảng M 400/tháng, trong đó chính phủ Việt Nam lấy 12%, và một phần khác được trả bằng hàng hóa tiêu dùng—chủ yếu máy may, xe đạp, quần áo, đường và xà phòng—thay vì tiền mặt vì lạm phát. Khi nói đến các đặc điểm và quan hệ của họ đối với xã hội Đông Đức, họ gần như hoàn toàn trái ngược với những thuyền nhân: họ thuộc thành phần ưu tú từ quốc gia gốc, thay vì là những người tị nạn, và họ biết rằng họ sẽ rời Đức, cho nên không cố gắng hội nhập với xã hội Đông Đức hay học ngôn ngữ sở tại. Mặc dù trên danh nghĩa là những người anh em từ hai nước xã hội chủ nghĩa, những người được huấn luyện từ Việt Nam và những người Đức làm việc với họ không được khuyến khích liên hệ với nhau; thêm vào đó, phụ nữ Việt Nam có thai bị bắt buộc phá thai. Đôi khi họ cũng gặp bạo lực từ những thành phần bài ngoại, và trong những trường hợp họ được bảo đảm an toàn cá nhân, họ bị căm ghét vì họ được ưu đãi trong việc nhận hàng hóa tiêu dùng. Mặc dù cả hai quốc gia đều là nước xã hội chủ nghĩa, nhiều người đã giúp gia đình mình thành tiểu tư sản, dùng những nguyên liệu và máy may gửi về Việt Nam để may đồ và bán cho các người láng giềng.

### Nước Đức thống nhất
Sau khi nước Đức thống nhất, chính phủ Đức tìm cách giảm bớt số người lao động khách ở miền Đông bằng cách cho mỗi người 3.000 Mác Đức để rời khỏi Đức và hồi hương. Hàng chục nghìn người đã đồng ý và về Việt Nam, nhưng những người này lại được thay thế bởi những người Việt làm lao động hợp đồng ở những nước Đông Âu khác xin tị nạn. Trong suốt thập niên 1990, các cố gắng của chính phủ Đức để đưa những người nhập cư này về quê hương không được hiệu quả cho lắm, vì Đức không muốn cưỡng bức những người này hồi hương và Việt Nam lại không muốn tiếp nhận họ; tuy nhiên, gần 40% bị cấm ở lại Đức dài hạn.
Căng thẳng giữa người Đức và người Việt gây ra bạo lực bắt đầu vào ngày 22 tháng 8 năm 1992 tại thành phố Rostock, Mecklenburg-Vorpommern ở đông bắc nước này, nơi những người thanh niên đầu trọc và Tân Quốc xã đã tấn công người Di-gan từ România, và trong ngày thứ ba đã đốt ngôi chung cư nơi trên 100 người Việt tị nạn đang sinh sống. Một số người bị thương nhưng không ai thiệt mạng; cảnh sát đã sơ tán những người Việt cư trú tại đó nhưng không có hành động gì đối với những người tấn công. Một tuần sau, những người biểu tình cực đoan đốt một thành phố trại tại Berlin. Tuy một số người địa phương đã cổ vũ vụ Rostock, hầu hết những người Đức tỏ vẻ phê phán hơn về các hành động này; 15.000 người cánh tả đã biểu tình phản đối bạo lực. Thị trưởng của Rostock, ông Klaus Kilimann, đang đi nghỉ mát mãi đến ngày thứ ba của sự việc, bị chỉ trích là làm sự việc xấu thêm vì không ra lệnh cảnh sát can thiệp sớm hơn; ông lại đổ lỗi vào các viên chức của bang, nhưng sau khi chịu nhiều sức ép, đã từ chức vào cuối năm 1993.
Hiện nay, có hơn 80 Hội đoàn với các quy mô khác nhau trên toàn nước Đức. Các Hội đoàn mạnh và có ảnh hưởng sâu rộng đối với Đức và bà con Việt Nam là: VIFI ở Bochum, Hội Doanh nghiệp Việt Nam toàn quốc; Hội người Việt của Berlin, Hội Cựu chiến binh Việt Nam tại Berlin – Brandenburg, Hội phụ nữ Việt Nam ở Berlin, Hội người Tràng An, Hội Người Hà Nội tại CHLB Đức, Hội Thiện Từ Tâm Berlin; Hội người Việt Nam ở Brandenburg; Hội Diên Hồng ở Rostock; Hội người Việt Nam của Leipzig, Magdeburg, Dresden và Chemnitz; Hội đồng hương Thái Bình, Thanh Hoá, Hải Phòng, Hội Kinh Bắc; Trung tâm Thương mại Đồng Xuân, Trung tâm Thương mại châu Á-Thái Bình Dương...Các Hội đoàn người Việt Nam mong muốn hợp tác với Hội hữu nghị Việt Nam-Đức, trước mắt là việc trao đổi thông tin, giới thiệu đối tác, sau đó sẽ tiến hành thực hiện các dự án cụ thể từ nhỏ đến lớn trong khả năng cho phép. Các Hội người Việt Nam tại Đức thực sự là chỗ dựa tin cậy của bà con Việt kiều. Các Hội đã tích cực, chủ động tổ chức nhiều hoạt động trong cộng đồng, bảo vệ quyền lợi hợp pháp của bà con Việt kiều và được Đại sứ quán Việt Nam đánh giá cao.

## Nhân khẩu và phân bổ

Bản đồ phân bố người Việt ở Đức.

Cộng đồng người Việt Nam tại CHLB Đức tương đối đông. Theo con số mà Đức công bố là khoảng 100.000 người Việt Nam sinh sống và làm ăn tại Đức, trong đó khoảng 40.000 người sang Đức theo diện thuyền nhân. Tính đến năm 2019 thì ước lượng là 140.000 người gốc Việt. Đông nhất là ở quận Lichtenberg, thủ đô Berlin. Dân số người Việt tại Đức tương đối trẻ tuổi so với trung bình và các nhóm người thiểu số khác; 25% là trẻ em 15 tuổi trở xuống, 63% giữa 15 và 45 tuổi, với chỉ 10% ở dộ tuổi từ 45 đến 65 và 2% trên 65 tuổi. 10.000 sống ở Berlin, trong đó khoảng một phần tư là người Hoa từ Việt Nam. Người Việt, cùng với người Hàn, là một trong những nhóm người nhập cư gốc Á có tỷ lệ nhập cư nam nữ đồng đều.

## Học vấn
Hiện nay có khoảng hơn 5.000 sinh viên Việt Nam đang học tập tại Đức. Thành tích học tập của họ rất tốt. Qua các cuộc trao đổi với những người trong lĩnh vực hàn lâm, khoa học, họ đều xác nhận sinh viên Việt Nam đang theo học tại Đức đều có kết quả rất cao.
Học sinh gốc Việt rất được ưa chuộng, vì họ siêng năng, cho nên có thành tích cao. Nhiều nghiên cứu về giáo dục cho thấy, số học sinh Việt Nam học tại Gymnasium (Trường trung học phổ thông lấy tú tài để được học đại học) rất đông. Nhà giáo dục học Olaf Beuchling dựa theo con số của cơ quan thống kê liên bang đã tính ra rằng, số học sinh gốc Việt học tại Gymnasium nói chung tại Đức là 59% trong khi đó học sinh gốc Đức chỉ có 43%.. Con số này nổi bật nếu ta biết rằng con số học sinh của dân di cư tại Gymnasien thường rất thấp (tại tiểu bang Rheinland-Pfalz trong khóa học 2011/2012 có 41,1% học sinh Đức chuyển từ tiểu học sang Gymnasium trong khi số học sinh có cha hoặc mẹ hoặc cả hai là người ngoại quốc chỉ có 21,9%).

## Công ăn việc làm
Sau khi mất công việc, những người lao động khách gốc Việt bán dạo ngoài đường, đặc biệt là bán thuốc lá lậu, trong khi một số khác dựa vào tiền trợ cấp thất nghiệp. Thoạt tiên báo chí Đức có cái nhìn thiện cảm đối những người bán thuốc lá, nhưng đến năm 1993 đã nhấn mạnh liên hệ với tội phạm có tổ chức. Những người bán thuốc lá thường bị cảnh sát ngược đãi; tại Berlin một số người Việt đã bắt đầu xung đột với một người cảnh sát thường hành hung một người bán thuốc lá và dọa sẽ biểu tình và ngăn chặn giao thông để gây sự chú ý cho vấn đề này. Đến giữa năm 1994, truyền thông địa phương đã chú ý đến vấn đề cảnh sát hành hung người Việt; trên 85 cuộc điều tra đã được tiến hành đối với cảnh sát ở Berlin và các khu vực lân cận, nhưng cuối cùng chỉ 5 cảnh sát bị trừng phạt.
Sau lời thông cáo năm 1993 rằng chỉ những người có nguồn tài chính hợp pháp mới được cấp giấy phép thường trú, càng thêm những người từng là lao động khách đã tự làm việc riêng vì ít có cơ hội làm việc khác với vốn liếng tiếng Đức ít ỏi. Nhiều người đã mở tiệm hoa và tiệm tạp hóa. Một số người khác nhập khẩu hàng hóa rẻ từ Việt Nam, đặc biệt là vải, và bán lại trong các cửa hiệu gia đình; tuy nhiên, họ không thể cạnh tranh với những cửa hàng giá thấp hơn.
Vì các áp lực kinh tế cho các nhà bán lẻ nhỏ, số người Việt thất nghiệp tại Đức có chiều hướng tăng lên, và đến năm 2000 đã có 1.057 người thất nghiệp.
Trên toàn nước Đức có hơn 8.000 doanh nghiệp của người Việt Nam. Riêng Berlin đã có 1.500 doanh nghiệp người Việt Nam có đăng ký tại Phòng Công nghiệp và Thương mại của Chính quyền sở tại. Các doanh nghiệp Việt Nam tập trung chủ yếu ở các bang phía Đông nước Đức. Họ kinh doanh chủ yếu trong các ngành nghề thương mại, dịch vụ, nhà hàng, khách sạn, du lịch, bảo hiểm, xuất nhập khẩu, sản xuất nhỏ v.v. Ở phía Tây Đức, người Việt Nam chủ yếu làm việc trong các công ty, tập đoàn, doanh nghiệp của Đức. Các doanh nghiệp Việt Nam tích cực tham gia các hoạt động từ thiện hướng về Việt Nam. Một số doanh nghiệp làm ăn thành đạt đã trở về Việt Nam thực hiện một số dự án đầu tư lớn và đã tạo công ăn việc làm cho nhiều doanh nghiệp vừa và nhỏ trong nước.

## Chia rẽ nội bộ
Ngay sau khi Đức thống nhất, cộng đồng Việt Nam tại Đức vẫn còn bị chia rẽ. Sự cảm thông của những người gốc miền Nam dành cho những người gốc miền Bắc lúc đầu đã bị thay thế bằng sự ngờ vực, vì chủ nghĩa chống cộng kiên quyến của những cựu thuyền nhân làm những cựu lao động khách bực mình, và lối xưng hô của những cựu lao động khách gợi lại những ký ức đau buồn cho những cựu thuyền nhân. Vì thế, những người Việt tại Đức đến từ miền Nam Việt Nam và miền Bắc Việt Nam ít có quan hệ với nhau. Đến năm 2015 tức là 25 năm sau khi Đông và Tây Đức thống nhất, người dân gốc Việt tại Đức vẫn còn nhiều ngăn cách. Sinh hoạt của cộng đồng bên Tây Đức (người Việt Miền Nam) thì người bên Đông không tham gia và ngược lại sinh hoạt cộng đồng bên Đông Đức (người Việt Miền Bắc) thì người bên Tây không hưởng ứng.
Những cựu thuyền nhân cũng hòa nhập vào xã hội hơn; họ có thể nói tiếng Đức giỏi. Tuy nhiên, con cháu của những cựu thuyền nhân ít có cầu nối vào văn hóa Việt Nam; trong nhiều trường hợp, cha mẹ nói chuyện với họ bằng tiếng Đức thay vì tiếng Việt, với hy vọng rằng họ sẽ hòa nhập nhanh hơn; kết quả là trình độ tiếng Đức của cha mẹ được trau dồi, trong khi trình độ tiếng Việt của con cái bị giảm dần. Ngược lại, nhiều cựu công nhân khách có trình độ tiếng Đức yếu. Tuy nhiên, theo nhật báo Die Zeit, sau 20 năm nước Đức thống nhất, thế hệ con cháu của các cựu công nhân khách đang viết nên một câu chuyện thần kỳ về quá trình vươn lên trong xã hội Đức vì trong các gia đình Việt Nam, áp lực học tập là rất lớn. Những gia đình có gốc là công nhân xuất khẩu lao động ở Đông Đức thường được lấy ví dụ để phản bác luận điểm cho rằng con cái các gia đình nhập cư chỉ học hành tử tế khi bố mẹ chúng hòa nhập tốt với xã hội Đức

## Quá trình hội nhập vào xã hội Đức
Theo ông Hans-Jörg Brunner, Đại biện lâm thời Đại sứ quán Đức tại Việt Nam: "Đa số người Việt Nam tại Đức nói tiếng Đức tốt cho nên họ hội nhập vào xã hội sở tại khá tốt. Họ tổ chức thành các hội đoàn như hội đồng hương hay cộng đồng người Việt ở các thành phố, thị trấn ở Đức để thường xuyên gặp mặt, gìn giữ văn hóa truyền thống. Mặt khác, họ hòa nhập vào xã hội Đức khá tích cực".

## Người Việt hoặc gốc Việt nổi tiếng
- Philipp Rösler, chính khách cựu Phó Thủ tướng Đức
- Đặng Ngọc Long, nhạc sĩ, diễn viên điện ảnh
- Marcel Nguyen, vận động viên thể dục dụng cụ
- Phan Thị Minh Khai, diễn viên, người dẫn chương trình, đạo diễn
- Jenny-Mai Nuyen, nhà văn
- Brittanya Karma, nghệ sĩ hip-hop, Vlogger, ngôi sao mạng xã hội
- Trọng Hiếu, ca sĩ, vũ công, diễn viên
- Nguyễn Kim Mai Thi, nhà hóa học, người dẫn chương trình
- Trang Le Hong, diễn viên
- Mai Duong Kieu, diễn viên
- Kien Nghi Ha, nhà nghiên cứu văn hóa và chính trị
- Hàn Thế Thành, kỹ sư công nghệ thông tin
- Phạm Thị Hoài, nhà văn, dịch giả
- Ngô Thế Đức, đầu bếp[41]
- Thúy Nonnemann, nhà hoạt động nhân quyền
- Trần Võ Minh Thư, nhà báo
- Vanessa Vũ, nhà báo
- Kim Bùi, vận động viên thể dục dụng cụ
- Lê Thảo Nhi, doanh nhân, người mẫu
- Vinh Khuất, ca sĩ, nhạc sĩ, nhà sản xuất âm nhạc
- Nguyễn Văn Hiền, doanh nhân
- Thích Như Điển, hòa thượng, dịch giả
- Quách Thái Công, nhà thiết kế nội thất

## Tôn giáo

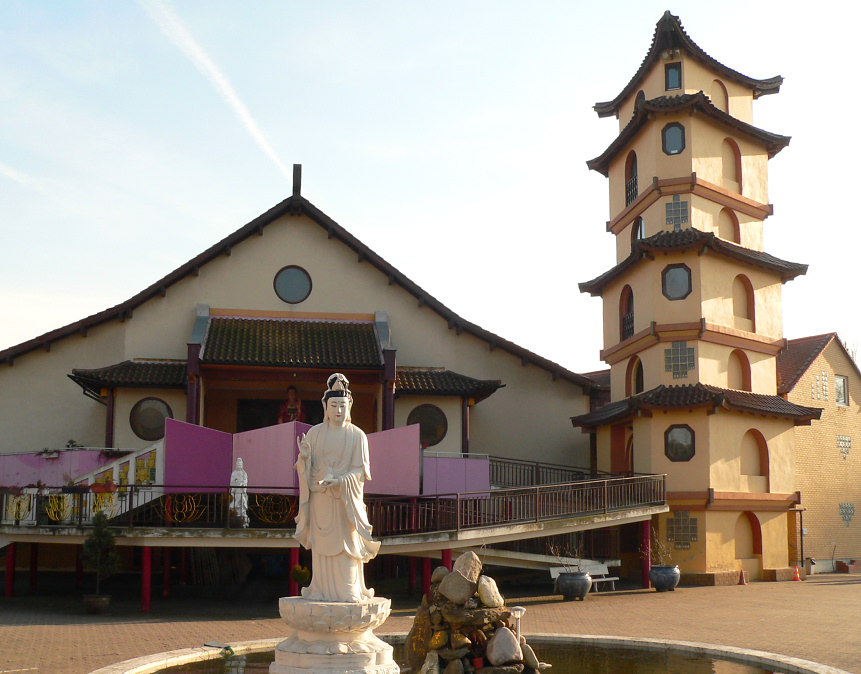
Chùa Viên Giác tại Hannover

Phần đông người Việt nhập cư tại Đức trên danh nghĩa là tín đồ Phật giáo. Những ngôi chùa kiểu Việt được xây dựng là một trong những dấu tích của người Việt tại Đức, trong đó đáng kể nhất là chùa Viên Giác ở Hannover, Niedersachsen, được coi ngôi chùa lớn nhất ở châu Âu. Tính đến giữa thập niên 1980, những cơ sở Phật giáo khác của người Việt tỵ nạn thì có chùa Thiện Hòa (Rottershausen), tịnh thất Bảo Quang (Hamburg), niệm Phật đường Thiện Hòa (Düsseldorf), niệm Phật đường Khánh Hòa (Barntrup) và niệm Phật đường Tâm Giác (München). Tất cả thuộc Giáo hội Phật giáo Việt Nam Thống nhất.
Những ngôi chùa, cũng như sinh hoạt lễ lạc là trọng tâm cho Phật tử người Việt tại Đức, một dấu hiệu rằng họ đã nhận nước Đức là quê hương mới. Tuy nhiên, dân bản xứ có khi phản đối vì họ cho rằng kiến trúc tôn giáo của người Việt không hài hòa với không gian công cộng của nước Đức và kết luận rằng người Việt không muốn hòa nhập vào xã hội Đức.
Những người Công giáo tạo thành một cộng đồng nhỏ hơn; tính đến tháng 5 năm 1999, có 12.000 người Công giáo gốc Việt tại Đức, theo thống kê của Hội đồng Giám mục Đức. Mỗi năm, cứ vào dịp Lễ Chúa Thánh Thần hiện xuống (khoảng tháng 6), người Công giáo Việt tại Đức lại tổ chức một đại hội thường niên tại Aschaffenburg gần Frankfurt am Main, đến nay đã hơn 35 năm .

## Tệ nạn

### Băng đảng Việt Nam tại Đức
Tình trạng băng đảng Việt Nam tại Đức trở nên trầm trọng, với khoảng 6 băng nhóm gồm 150 người mỗi nhóm cạnh tranh nhau tại khu vực Berlin năm 1996. Chỉ 5 tháng đầu năm 1996 đã có 15 vụ giết người trong các băng đảng này. Các thành phần tội phạm này buôn lậu thuốc lá và điều hành các ổ cờ bạc, mại dâm và sang băng lậu. Năm 1994, Việt Nam đồng ý nhận lại những người lao động khách để đổi cho $65 triệu tiền "tài trợ phát triển", tuy nhiên đến cuối năm đó chỉ chịu nhận 67 người thay vì 2500 người như đã hứa hẹn. Một số nhà điều tra Đức tin rằng Hà Nội tỏ ra miễn cưỡng khi nhận lại những người lao động khách vì những người cầm đầu các tổ chức tội phạm tại Đức có thể là quan chức chính quyền hay sĩ quan quân đội cấp cao tại Việt Nam.

### Buôn người
Tháng 6 năm 2019, cảnh sát liên bang cho biết càng ngày càng có nhiều người Việt được các nhóm buôn người đưa vào Đức từ Moskva qua ngõ các nước Baltic hay Ba Lan. Mỗi người đi lậu tốn đến khoảng 15 ngàn Euro. Nhiều trẻ em và thiếu niên Việt không có giấy tờ bị cảnh sát bắt và giao cho các cơ quan trông trẻ em chăm sóc. Riêng tại Berlin từ 2012 có ít nhất 470 thiếu niên đã trốn ra và mất tích. Trong số này nhiều đứa trẻ còn vị thành niên sau đó đã làm việc bất hợp pháp tại các tiệm làm móng tay.